# Nuoto artistico ai campionati mondiali di nuoto 2022 - Duo misto (programma libero)
Il concorso del duo misto (programma libero) ai campionati mondiali di nuoto 2022 si è svolto il 24 e 25 giugno 2022 presso lo stadio del nuoto Alfréd Hajós di Budapest.

## Calendario
Il turno preliminare è iniziato il 24 giugno 2022 alle ore 10:00. La finale è iniziata il 25 giugno 2022 alle ore 13:30.

## Risultati
In verde sono segnati i finalisti
| Pos.    | Atleta      | Nazione                                  | Preliminari | Preliminari | Finale  | Finale |
| Pos.    | Atleta      | Nazione                                  | Punti       | Pos.        | Punti   | Pos.   |
| ------- | ----------- | ---------------------------------------- | ----------- | ----------- | ------- | ------ |
| Oro     | Italia      | Giorgio Minisini Lucrezia Ruggiero       | 90.5000     | 1           | 90.9667 | 1      |
| Argento | Giappone    | Tomoka Sato Yotaro Sato                  | 88.9000     | 2           | 89.7333 | 2      |
| Bronzo  | Cina        | Shi Haoyu Zhang Yiyao                    | 87.8333     | 3           | 88.4000 | 3      |
| 4       | Spagna      | Emma García Pau Ribes                    | 86.1667     | 4           | 87.1333 | 4      |
| 5       | Stati Uniti | Claudia Coletti Kenneth Gaudet           | 83.6000     | 5           | 85.2000 | 5      |
| 6       | Colombia    | Jennifer Cerquera Gustavo Sánchez        | 81.4667     | 6           | 83.0667 | 6      |
| 7       | Kazakistan  | Eduard Kim Zhaklin Yakimova              | 80.3000     | 7           | 82.3000 | 7      |
| 8       | Brasile     | Fabiano Ferreira Gabriela Regly          | 77.2333     | 8           | 78.7667 | 8      |
| 9       | Slovacchia  | Jozef Solymosy Silvia Solymosyová        | 73.8333     | 9           | 75.1000 | 9      |
| 10      | Thailandia  | Kantinan Adisaisiributr Voranan Toomchay | 67.4333     | 10          | 68.1333 | 10     |
| 11      | Porto Rico  | Javier Ruisanchez Nicolle Torrens        | 66.4000     | 11          | 65.7000 | 11     |
| 12      | Cuba        | Andy Avila Carelys Valdes                | 64.5333     | 12          | 64.6333 | 12     |
| 13      | Sudafrica   | Laura Strugnell Ayrton Sweeney           | 63.6000     | 13          |         |        |